# Xenicibis
Xenicibis is een geslacht van uitgestorven niet-vliegende ibissen dat circa 12.000 jaar geleden voorkwam op Jamaica. De enige bekende soort is Xenicibis xympithecus.

## Kenmerken
X. xympithecus was ongeveer zo groot als een kip en woog zo'n 2 kilogram. De vleugels waren echter veranderd in een soort knuppel die hij waarschijnlijk gebruikte als wapen. 
De soort werd voor het eerst beschreven in 1977 op basis van postcraniale botelementen opgegraven in een grotafzetting in Long Mile Cave, Jamaica, door H. E. Anthony in 1919-1920. Destijds werd verondersteld dat de vogel geen vleugels had op basis van het onvolledige ravenbeksbeen; het onvermogen tot vliegen werd bevestigd nadat een opperarmbeen van dezelfde soort werd gevonden in Swansea Cave, Jamaica. Nieuwe fossiele vondsten van twee locaties, waaronder de Red Hills Fissure, laten zien dat de vogel een unieke modificatie van de carpometacarpus heeft waardoor deze knotsvormig wordt. De middenhandsbeentjes zijn vergroot en naar distaal gebogen met verdikte wanden, terwijl de ellepijp en het spaakbeen ook zijn gemodificeerd. Zijn snavel eindigde in een knopvorm. Hij kon niet vliegen, maar behield desondanks lange vleugelbeenderen.

## Geknuppelde vleugel
Ornithologen speculeren dat de vleugels werden gebruikt als wapens, zoals een knots of vlegel, vergelijkbaar met de aanpassingen bij sommige bidsprinkhaankreeften (Stomatopoda: Gonodactyloidea) die een knotsachtige distaal opgezwollen dactylus bezitten die wordt gebruikt om prooien en andere garnalen te doden. Bij vogels lijkt deze aanpassing uniek. Aanpassingen van de vleugel om te vechten is bij vogels een voorbeeld van toevalligheid waarbij verschillende vogelsoorten verschillende oplossingen bedenken voor hetzelfde probleem op basis van toeval.

## Verspreiding
De Jamaicaanse ibis was endemisch op Jamaica. Er zijn botten gevonden in verschillende grotten, waaronder de Long Mile Cave, de Swansea Cave, de Jackson's Bay Cave en de Red Hills Fissure. Beenderen uit Cuba waarvan beweerd werd dat ze van dit geslacht waren, werden later geïdentificeerd als die van een koerlan. Jamaica en Cuba zijn nooit met elkaar in verband gebracht, dus het is onwaarschijnlijk dat een loopvogel een ander eiland zou kunnen bereiken.

## Uitsterven
De soort stierf ten vroegste zo'n 12.000 jaar geleden uit. Het is onduidelijk of mensen Jamaica bereikten voor of na het uitsterven en of ze er dus enige invloed op hadden.